# Aspilota kaplanovi
Aspilota kaplanovi är en stekelart som beskrevs av Sergey A. Belokobylskij 2007. Aspilota kaplanovi ingår i släktet Aspilota och familjen bracksteklar. Inga underarter finns listade.